# Merișoru de Munte
Merișoru de Munte – wieś w Rumunii, w okręgu Hunedoara, w gminie Cerbăl. W 2011 roku liczyła 23 mieszkańców.